# Mycomya recurva
Mycomya recurva är en tvåvingeart som beskrevs av Oskar Augustus Johannsen 1910. Mycomya recurva ingår i släktet Mycomya och familjen svampmyggor.
Artens utbredningsområde är Maine. Inga underarter finns listade i Catalogue of Life.